# 2017年の交通
2017年の交通（2017ねんのこうつう）とは、2017年（平成29年）に起こった交通関係の出来事をまとめたページである。
2016年の交通 - 2017年の交通 - 2018年の交通

## 出来事の一覧

### 1月
- 1日
  - （組織再編）  神奈川中央交通グループが再編される[1]。

### 3月
- 9日
  - （就航）  新日本海フェリーが、新潟港（新潟県新潟市東区） - 小樽港（北海道小樽市）航路に、新造船「らべんだあ」を就航[2]。
- 31日
  - （交通事故・不祥事・事件）  石川県小松市内でJ2リーグ・FC岐阜の田代雅也が乗用車を酒気帯び運転の末、街路樹に衝突。これを受け、FC岐阜は同日付で契約を解除[3][4]。

### 4月
- 26日
  - （交通事故）  東京都千代田区の交差点で眞子内親王を乗せた乗用車が右折の際に中央分離帯に接触し、右後輪のタイヤがパンクする自損事故が発生した[5]。

### 5月
- 13日
  - （就航）  商船三井フェリーが、大洗港（茨城県東茨城郡大洗町） - 苫小牧港（北海道苫小牧市）航路に、新造船「さんふらわあ ふらの」を就航[6]。
- 23日
  - （交通事故・不祥事・事件）  大阪府大阪市内でオリックス・バファローズに所属する奥浪鏡が無免許運転（運転免許停止処分）で人身事故を起こした[7][8]。

### 6月
- 5日
  - （交通事故）  東名高速道路 下り線で加害者の車が前方を塞ぐ形で走行したため、被害者の車のワンボックスカーが本線車道に停車[9]。その際後部からトラックが追突し玉突き事故が発生、被害者夫婦が死亡し、被害者夫婦の子供2人が負傷、加害者自身も重傷を負った[9][10]。

- 27日
  - （書類送検）  2016年（平成28年）1月15日に発生した軽井沢スキーバス転落事故で、長野県警察が事故を起こしたバス運転手（死亡）を自動車運転死傷行為処罰法違反（過失運転致死傷）、事故を起こしたバス会社「イーエスピー」の社長と運行管理担当の元社員を業務上過失致死傷（不慣れな運転手に運転をさせた）容疑で長野地方検察庁にそれぞれ書類送検[11]。
- 28日
  - （就航）  新日本海フェリーが、新潟港（新潟県新潟市東区） - 小樽港（北海道小樽市）航路に、新造船「あざれあ」を就航[12]。
  - （発見）  2011年（平成23年）3月11日に発生した東北地方太平洋沖地震（東日本大震災）による津波に流された、岩手県陸前高田市の広田湾漁協所属の漁船が、沖縄県南城市の久高島の北東の海上で発見された。船の所有者は処分の意向を示している[13]。

### 7月
- 12日
  - （交通事故・不祥事・事件・逮捕）  大阪府大阪市中央区東心斎橋の市道でプロボクサーの男がワゴン車を酒気帯び運転の末、タクシーに追突。道路交通法違反で逮捕[14]。

### 9月
- 9日
  - （交通事故・不祥事・事件）  愛知県岡崎市の新東名高速道路上り線で、JR東海バスが運行する高速バスから出火し全焼した。けが人なし[15]。

### 10月
- 13日
  - （交通事故・不祥事・事件）  東京都江東区の交差点でお笑いタレントの土田晃之が運転するワゴン車がUターンする際に、別のワゴン車と衝突する事故を起こした[16]。
- 25日
  - （就航）  商船三井フェリーが、大洗港（茨城県東茨城郡大洗町） - 苫小牧港（北海道苫小牧市）航路に、新造船「さんふらわあ さっぽろ」を就航[17]。

### 12月
- 18日
  - （就航）  宇和島運輸が、八幡浜港（愛媛県八幡浜市） - 臼杵港（大分県臼杵市）航路に、新造船「あけぼの丸」を就航[18]。